# Foucherans (Doubs)
Foucherans ist eine Ortschaft und eine ehemalige französische Gemeinde mit zuletzt 472 Einwohnern (Stand 2016) im Département Doubs in der Region Bourgogne-Franche-Comté. Sie gehörte zum Arrondissement Besançon und zum Kanton Ornans.
Mit Wirkung vom 1. Januar 2019 wurden die früher selbstständigen Gemeinden Tarcenay und Foucherans zur Commune nouvelle Tarcenay-Foucherans zusammengeschlossen, denen in der neuen Gemeinde der Status einer Commune déléguée jedoch nicht zuerkannt wurde. Der Verwaltungssitz befindet sich im Ort Tarcenay.

## Geographie
Foucherans liegt auf 556 m über dem Meeresspiegel, etwa zwölf Kilometer südöstlich der Stadt Besançon (Luftlinie). Das Dorf erstreckt sich im Jura, auf einer Anhöhe im äußersten Westen des Plateaus von Valdahon, nördlich des Tals der Loue.
Die Fläche des vormaligen Gemeindegebiets umfasst einen Abschnitt des französischen Juras. Der Hauptteil des Gebietes wird vom Plateau von Foucherans eingenommen, das durchschnittlich auf 530 m liegt. Es ist überwiegend von Acker- und Wiesland, teils auch von Wald bestanden. Das Plateau besitzt keine oberirdischen Fließgewässer, weil das Niederschlagswasser im verkarsteten Untergrund versickert. Nach Norden reicht der Gemeindeboden in das Waldgebiet des Gros Mont, in dem mit 580 m die höchste Erhebung von Foucherans erreicht wird. Im Süden bildet das Erosionstal Ravin du Puits Noir eine scharfe Abgrenzung, da es rund 130 m tief eingeschnitten ist. Es wird vom Ruisseau de la Brême, entlang dem die südliche Grenze verläuft, zur Loue entwässert. Mit einem schmalen Streifen erstreckt sich das Areal nach Osten in die Mulde Combe Madame.
Nachbarorte von Foucherans sind Le Gratteris und Trépot im Norden, Charbonnières-les-Sapins im Osten, Bonnevaux-le-Prieuré, Ornans und Scey-Maisières im Süden sowie Tarcenay im Westen.

## Bevölkerung
| Bevölkerungsentwicklung | Bevölkerungsentwicklung |
| Jahr                    | Einwohner               |
| ----------------------- | ----------------------- |
| 1962                    | 147                     |
| 1968                    | 198                     |
| 1975                    | 212                     |
| 1982                    | 262                     |
| 1990                    | 291                     |
| 1999                    | 330                     |
| 2006                    | 409                     |
| 2016                    | 472                     |

Nachdem die Einwohnerzahl in der ersten Hälfte des 20. Jahrhunderts markant abgenommen hatte (1881 wurden noch 373 Personen gezählt), wurde seit Beginn der 1960er Jahre wieder ein deutliches Bevölkerungswachstum verzeichnet.

## Sehenswürdigkeiten

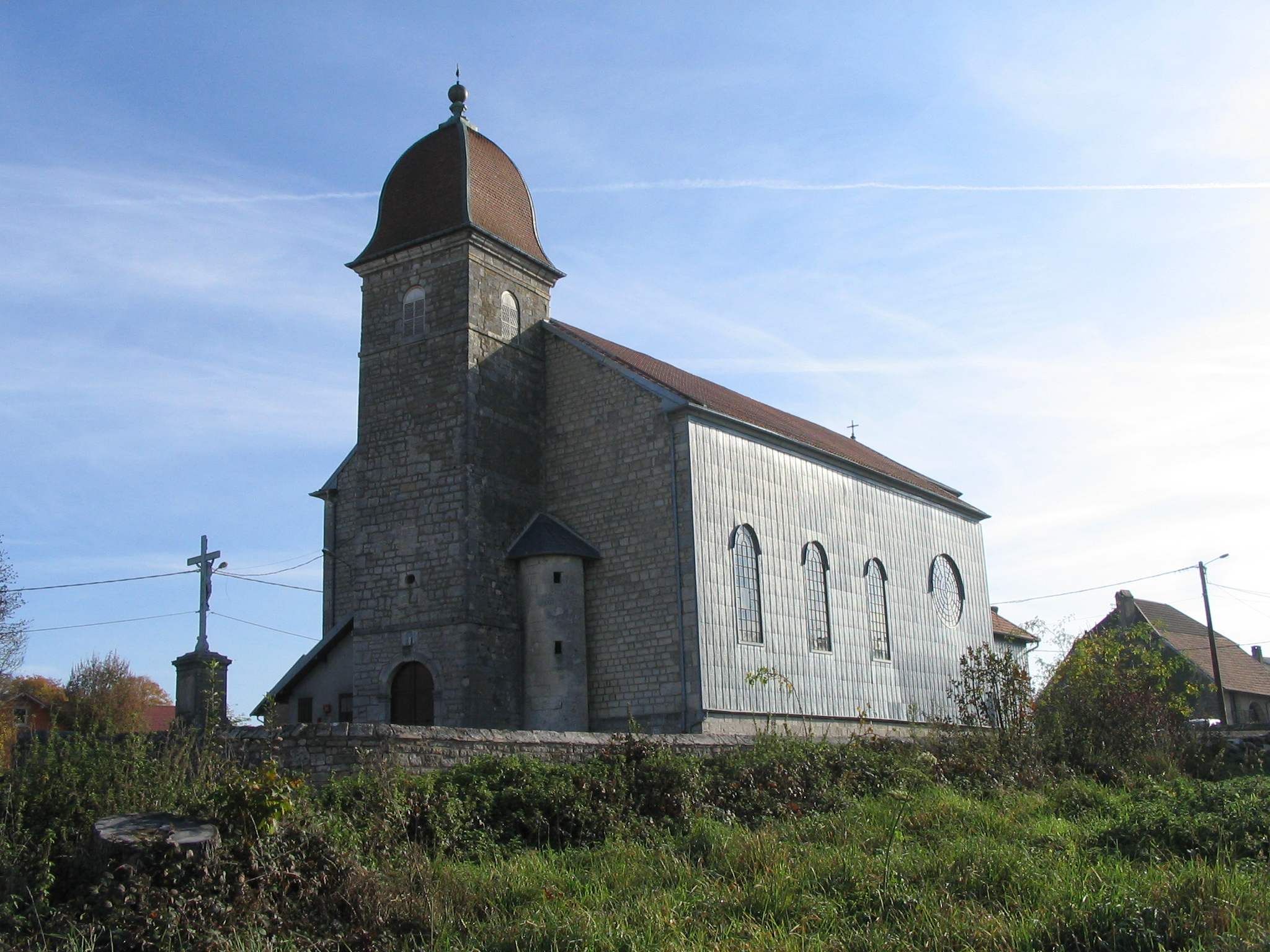
Kirche St-Philippe-et-St-Jacques

Die Kirche St-Philippe-et-St-Jacques geht ursprünglich auf einen Bau des 13. Jahrhunderts zurück. Sie wurde im 19. Jahrhundert vergrößert, wobei der mittelalterliche Glockenturm beibehalten wurde. Von einem ehemaligen Herrschaftssitz sind nur noch wenige Überreste sichtbar. Im Ortskern sind verschiedene Bauernhäuser im charakteristischen Stil der Franche-Comté aus dem 17. bis 19. Jahrhundert erhalten. In einem Hof aus dem 17. Jahrhundert befindet sich das Musée Rural. Die Wallfahrtskapelle Saint-Maximin steht auf freiem Feld nördlich des Dorfes.

## Wirtschaft und Infrastruktur
Foucherans war bis weit ins 20. Jahrhundert hinein ein vorwiegend durch die Landwirtschaft (Ackerbau, Obstbau und Viehzucht) und die Forstwirtschaft geprägtes Dorf. Daneben gibt es heute einige Betriebe des lokalen Kleingewerbes. Mittlerweile wandelte sich das Dorf auch zu einer Wohnort. Viele Erwerbstätige sind Wegpendler, die in den größeren Ortschaften der Umgebung oder in der Agglomeration Besançon ihrer Arbeit nachgehen.
Die Ortschaft liegt abseits der größeren Durchgangsstraßen an einer Departementsstraße, die von Ornans nach Trépot führt. Eine weitere Straßenverbindung besteht mit Bonnevaux-le-Prieuré.